# Ланча Неа
Ланча Неа е концептуален автомобил, представен от автомобилния производител Ланча на автомобилното изложение в Болоня през 2001.

## История
Концепцията на автомобила представлява иновативен дизайн, съчетан с високотехническо оборудване. Наименованието Неа на италиански означава „ново“. Автомобилът показва бъдещите насоки на марката при миниавтомобилите. Освен на високото техническо оборудване, е заложено и на сигурността в прототипа.